# Matthias Kleinheisterkamp
Matthias Kleinheisterkamp (ur. 22 czerwca 1893 w Elberfeld, zm. 29 kwietnia 1945) – generał SS, uczestnik I i II wojny światowej. 

## Życiorys
Do armii niemieckiej wstąpił w lipcu 1914 roku. Służył w piechocie. W październiku tego roku awansował na Leutnanta. Walczył na froncie zachodnim na początku wojny, następnie w latach 1915–1916 na froncie wschodnim, później wrócił na front zachodni.
Po wojnie pozostał w Reichswerze. 1 lutego 1925 awansował na Oberleutnanta, a 1 października 1929 na Hauptmanna. 1 listopada 1933 wstąpił do SS i po przeszkoleniu, 1 czerwca 1935 roku został SS-Sturmbannführerem. Następnie szybko awansował zdobywając 18 maja 1940 roku stopień SS-Standartenführera, a 9 listopada 1941 stopień SS-Brigadeführera. 1 sierpnia 1944 roku został awansowany na SS-Obergruppenführera. 
Podczas II wojny światowej dowodził 3 Dywizją Pancerną SS „Totenkopf”, 6 Dywizją Górską SS „Nord”, 2 Dywizją Pancerną SS „Das Reich”, III Korpusem Pancernym SS, XII Korpusem SS i XI Korpusem SS. 
28 kwietnia 1945 roku został wzięty do niewoli przez Armię Czerwoną. Bojąc się tortur i nieludzkiego traktowania, zastrzelił się 29 kwietnia.

## Ordery i odznaczenia
Odznaczenia Kleinheisterkampa to między innymi:
- Krzyż Rycerski Krzyża Żelaznego z Liśćmi Dębu
- Krzyż Żelazny I klasy z ponownym nadaniem 1939
- Krzyż Żelazny II klasy z ponownym nadaniem 1939
- Czarna Odznaka za Rany
- Order Krzyża Wolności I Klasy – bojowy (Finlandia)